# クィントゥス・セルウィリウス・カエピオ (紀元前140年の執政官)
クィントゥス・セルウィリウス・カエピオ（Quintus Servilius Caepio、紀元前183年ごろ - 没年不詳）は、紀元前2世紀中頃の共和政ローマの政治家・軍人。紀元前140年に執政官（コンスル）を務めた。

## 出自
クィントゥス・カエピオはパトリキ（貴族）系であるセルウィリウス氏族・カエピオ家の出身である。セルウィリウス氏族はアルバ・ロンガからローマに移住した六氏族の一つとされている。カエピオのコグノーメン（第三名、家族名）を名乗ったのは、紀元前253年の執政官グナエウス・セルウィリウス・カエピオが最初である。
紀元前169年の執政官グナエウス・セルウィリウス・カエピオには息子が3人おり、クィントゥス・カエピオはその末子である。長男は第二次ポエニ戦争の英雄クィントゥス・ファビウス・マクシムス・ウェッルコスス・クンクタートルの孫に養子に入り、クィントゥス・ファビウス・マクシムス・セルウィリアヌスと名乗った。次兄グナエウス・セルウィリウス・カエピオは紀元前141年に執政官を務めている。三兄弟が連続して執政官に就任したことは共和政ローマの歴史においても異例のことであった。

## 経歴

### 執政官就任とヒスパニアでの戦争
執政官就任年と当時のウィッリウス法の規定から逆算して、クィントゥス・カエピオは遅くとも紀元前143年にはプラエトル（法務官）に就任したはずである。しかし、それ以前の経歴は不明である。
紀元前140年には執政官に就任するが、同僚のプレブス（平民）執政官はガイウス・ラエリウス・サピエンスであった。サピエンスは若いころからスキピオ・アエミリアヌスの友人で、当然に「スキピオ・サークル」の一員であり、カエピオ兄弟達「反スキピオ派」とは敵対関係に会った。執政官の内一人はヒスパニア・ウルテリオルでのヴィリアトゥスの反乱を鎮圧することとなっていた。同僚のサピエンスは法務官時代にこの戦争を指揮した経験があったが、実際に派遣されることとなったのはカエピオであった。これは彼が属する反スキピオ派の影響力の大きさを示していると思われる。カエピオは長兄クィントゥス・ファビウス・マクシムス・セルウィリアヌスから軍の指揮を引き継ぐことになっていた。
ヒスパニアへの出発前に、カエピオは深刻な困難に遭遇した。兵士の募集がこの1年で2回目となり、人員が不足していたのである。多くのローマ市民は断固としてヒスパニアに行くことを拒否し、スキピオ・サークルの支持を得ていた。アッピウス・クラウディウス・プルケルが、1年間に2回の徴兵を禁止する法律の採択を強行したのは、おそらくこれらの出来事があったからであろう。護民官の一人であるティベリウス・クラウディウス・アセッルスはカエピオに反対したが、反対演説中のアセッルスを、カエピオはリクトル（警護兵）に命じて力づくで排除した。
このような出来事のため、カエピオのヒスパニア到着は予定より大幅に遅れた。兄で前任者のセルウィリアヌスは、この間に軍事行動を続けたが、結果として敗北した。セルウィルアヌスはヴィリアトゥスと講和し、「ローマの友人であり同盟者である」と認めた。なお、時系列が逆との説もある。すなわち、兄が結んだ条約をカエピオが破棄しないように、元老院はカエピオをしばらくの間出発させなかったというものである。
実際にはカエピオは戦争の再開を望んでいた。彼は兄が結んだ条約は価値がないと宣言し、元老院に再び戦闘を開始する許可を求めた。最初は「必要と思われ、秘密裏に行うのであれば、ヴィリアトゥスを悩ませること」のみが認められたが、その後もカエピオがローマに手紙を送り続けたため、ついには元老院も講和を破棄することを決定した。クイントゥス・カエピオはヴィリアトゥスが見捨てたアルサの町を奪い、ヴィリアトゥス自身（ヴィリアトゥスは逃げ出し、彼の行く手にあるものを全て破壊した）を追ってカルペルダニアまで侵攻した。これで紀元前140年の作戦は終了した。
カエピオはプロコンスル（前執政官）として翌紀元前139年も、引き続き軍を指揮した。今回はルシタニアと同盟した部族を攻撃した。ヴェットン人（現在のエストレマドゥーラ州に居住していた部族）、さらにはガラエキ人（現在のガリシア州に居住していた部族）の土地にまで達した。カエピオは自軍の能力を信用しておらず、ヴィリアトゥスと直接戦うことを避けた。部下の兵士も、その無礼さと残酷さも加わって、カエピオを嫌い、嘲笑の対象とした。これに対する罰としてカエピオは、自軍の騎兵に対して、敵が占領する丘から木を伐採してくるように命令した。騎兵は命令を実行したが、野営地に戻るとカエピオのテントの周りに伐採した薪を山積みにして燃やした。カエピオは逃げ出さざるを得なかった。

### ヴィリアトゥス暗殺
紀元前139年、ヴィリアトゥスはヒスパニア・キテリオルからも攻撃を受け、当地を管轄していた執政官マルクス・ポピッリウス・ラエナスに講和を求めようとした。しかし、ラエナスの出した条件は極めて過酷であった。このため、ルシタニア人の指導者達は、おそらく長い戦争に疲弊していたためと思われるが、カエピオに対して講和のための使節を送った。選ばれたのは、ヴィリアトゥスの友人であるアウダックス、ディタルコ、ミウルスの3人であった。結果、使節とカエピオはヴィリアトゥスを暗殺することに合意した。ただし、この件をどちらが持ちかけたかは不明である。カエピオは、この裏切り者達に安全だけでなく金銭も約束した。
結果、ヴィリアトゥスは暗殺された。アウダックスとその仲間は、急ぎの用事があるとして夜中にヴィリアトゥスのテントに入った。このときヴィリアトゥスは甲冑を着用していたため、喉を突き刺して殺害した。（首を締めて殺されたとする資料もあるが、これは明らかに間違いである）
アウダックス達はカエピオの元に逃げ、約束の金銭の残りを要求した。しかしカエピオはこれを拒否し、安全だけは保証してローマに送り、そこで交渉するように言った。後の資料では、カエピオは暗殺のことは知らなかったとし、ローマはこのような約束はしないとするものもあるが、歴史学者はこれを「恥ずべきできごと対する歪められた認識」であるという考えている。しかしながら、少なくとも元老院に対してはその動機の真偽を問う声もある。
ヴィリアトゥスの後継者タンタゥスは攻勢に転じ、カルタゴ・ノヴァを攻撃したが、カエピオに撃退され、降伏を余儀なくされた。カエピオはルシタニア人を武装解除したが、十分な土地を与え、彼らが貧しさから強盗に追い込まれないようにした。こうしてヒスパニア・ウルテリオルでの戦争は終わった。しかし、この勝利はヴィリアトゥスの暗殺が成功したためで、誰が見ても価値がないものであった。カエピオは「勝利を手に入れたのではなく、買ったのだ」。結局、アウダックス達に残りの金銭は支払われなかったが、これが「ローマ人が行った唯一の勇気ある行動」であった。

### ヒスパニアでの建設

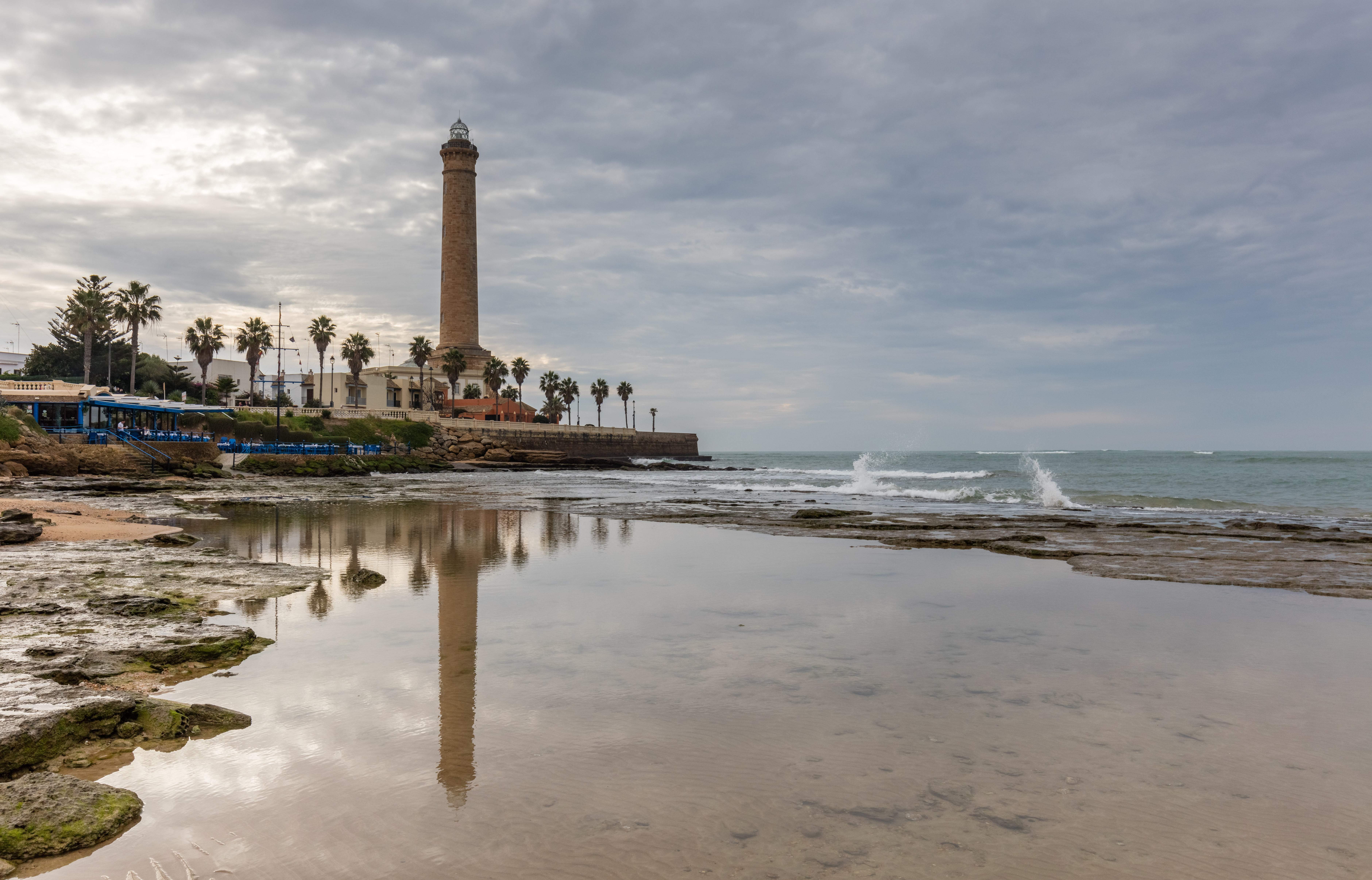
チピオナの灯台。カエピオが建設した灯台と同じ場所に19世紀に建設された。チピオナの街の名前もカエピオに由来する。

属州を統治している間に、カエピオはベティス川河口に要塞化された灯台（Turris Caepionis：カエピオの塔）を建設した。この灯台によって、イタリアとヒスパニアの海路が改善されたと思われる。また当時の船はベティス川を遡ってコルドバ まで航行していた。ストラボンは、その『地理誌』の中で「カエピオの灯台は波で四方が洗われた岩の上に建てられている、この塔は（ファロス島の大灯台のように）船乗りを救うために、驚くべき技術をもって建設された。川の堆積物が浅瀬を形成しているだけでなく、その前にも岩礁が点在しているので、遠くからでも目につくような標識が必要なのだ」と述べている。ここには、カエピオの名前にちなんだチピオナの町が今でも残っている。カエピオの塔と同じ場所に、19世紀に灯台が建設された。
ヴェットン人とガラエキ人に対する作戦を実施している際、カエピオはタホ川とアナ川の間にカストラ・セルウィリア要塞を建設した。また、現在のポルトガル領の南部にあった街道にカエピオ駅が存在したことが分かっている。これも彼の名前と関係すると思われるが、正確な位置は不明である。

### その後
紀元前138年、カエピオはローマに戻った。凱旋式が実施されたかは不明である。凱旋式のファスティのこの年代が欠落しているためである。しかし、敵に勝利した方法が怪しげなものであったため、凱旋式挙行の栄誉は与えられなかったのではないかとの推測もある。その後、カエピオは弟のグナエウス、メテッルス兄弟（カルウスとマケドニクス）と共に、クィントゥス・ポンペイウスに対する贈収賄事件の訴訟の検事を務めた。裁判官は検察官の権威が自分たちにとって何の意味もないことを示すために、ポンペイウスに無罪判決を下した。
キケロは、カエピオが弁護人を務めるときは「助言と弁護演説だけでなく、その影響力と地位を使って依頼人を巧みに支援した」と述べている。

## 子孫
同名の息子クィントゥス・セルウィリウス・カエピオは、紀元前106年の執政官を務めた。その息子も同名で、娘がカエサル暗殺者の一人であるマルクス・ユニウス・ブルトゥスの母である。一方カエピオの娘はクィントゥス・ルタティウス・カトゥルスと結婚した。しかし紀元前78年の執政官クィントゥス・ルタティウス・カトゥルス・カピトリヌスの母かは、議論されている。

## 参考資料

### 古代の資料
- アウレリウス・ウィクトル『共和政ローマ偉人伝』
- アッピアノス『ローマ史』
- ウァレリウス・マクシムス『有名言行録』
- シケリアのディオドロス『歴史叢書』
- エウトロピウス『首都創建以来の略史』
- ティトゥス・リウィウス『ローマ建国史』
- オロシウス『異教徒に反論する歴史』
- ガイウス・プリニウス・セクンドゥス『博物誌』
- ストラボン『地理誌』
- セクストゥス・ユリウス・フロンティヌス『戦術論』
- マルクス・トゥッリウス・キケロ『ブルトゥス』
- マルクス・トゥッリウス・キケロ『ルキウス・リキニウス・ムレナの弁護』

### 研究書
- Bedian E. Tsepion and Norban (notes on the decade of 100-90 BC) // Studia Historica. - 2010. - number X . - S. 162-207 .
- Simon G. The Wars of Rome in Spain. - M .: Humanitarian Academy, 2008. - 288 p. - ISBN 978-5-93762-023-1 .
- Trukhina N. Politics and Politics of the "Golden Age" of the Roman Republic. - M .: Publishing House of Moscow State University, 1986. - 184 p.
- Broughton T. Magistrates of the Roman Republic. - New York, 1951. - Vol. I. - P. 600.
- Geiger J. The Last Servilii Caepiones of the Republic // Ancient Society. - 1973. - No. IV . - S. 143-156 .
- Ihne W. Römische Geschichte. - Leipzig, 1879. - T. III.
- Münzer F. Servilius 48 // RE. - 1923.- T. II A, 2 . - S. 1782-1783 .
- Miltner F. Pompeius 12 // RE. - 1959. - T. XXI, 2 . - S. 2056-2058 .
- Münzer F. Römische Adelsparteien und Adelsfamilien. - Stuttgart, 1920 .-- P. 437.
- Schulten A. Viriatus // Neue Jahrbücher. - 1917. - No. 39 . - S. 209-237 .